# ثنائي كبريتيد الهيدروجين
ثنائي كبريتيد الهيدروجين هو مركب كيميائي لاعضوي صيغته H2S2، ويوجد في الشروط القياسية على شكل سائل فاتح عديم اللون.
ينتمي ثنائي كبريتيد الهيدروجين إلى ثنائيات الكبريتيدات، والبعض يصنفه أنه أول مركبات متعددات السلفان.

## التحضير
يمكن أن يحضر ثنائي كبريتيد الهيدروجين من متعددات السلفان:
{\displaystyle \mathrm {H_{2}S_{X}\longrightarrow H_{2}S_{2}+(x-2)S} }
كما يمكن أن يحضر ثنائي كبريتيد الهيدروجين من إذابة ملح فلز قلوي أو فلز قلوي ترابي لمتعدد الكبريتيد في الماء. تتم تنقية الناتج وفق ما يلي: يمزج المحلول مع حمض الهيدروكلوريك المركز عند −15 °س، حيث ستتشكل طبقة زيتية صفراء اللون حاوية على متعددات السلفان (H2Sn) أسفل الطبقة المائية الموجودة على السطح. يؤدي التقطير بالتجزئة لهذه الطبقة الزيتية إلى فصل ثنائي كبريتيد الهيدروجين عن أي المركبات الأخرى.

## الخواص
يوجد المركب في الشروط القياسية على شكل سائل ذي لون أصفر فاتح، وهو غير مستقر، إذ سرعان ما يتفكك إلى كبريتيد الهيدروجين والكبريت.

## الاستخدامات
يمكن أن يستخدم ثنائي كبريتيد الهيدروجين في المختبرات الكيميائية ضمن أبحاث مركبات الكبريت العضوية، حيث يضاف إلى الألكينات من أجل الحصول على مركبات ثنائي الكبريتيد والثيولات.